# Johannes Bosboom
Johannes Bosboom (ur. 18 lutego 1817 w Hadze, zm. 14 września 1891 tamże) – holenderski malarz, akwarelista i litograf.
Studiował w Akademii w Hadze, większą część życia mieszkał i pracował w Holandii. Znany jest głównie z przedstawień wnętrz kościołów i miejskich pejzaży malowanych pod wyraźnym wpływem Emanuela de Witte. Był prekursorem szkoły haskiej, na jego późniejsze prace silny wpływ wywarł impresjonizm.

## Galeria

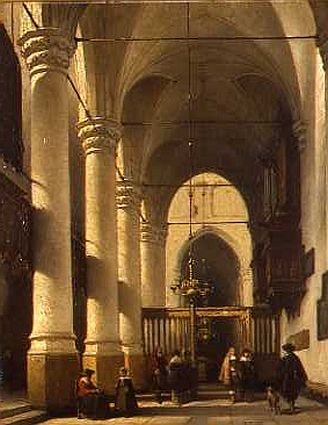
Kerkinterieur met kinderdoop, 1870, Dordrechts Museum
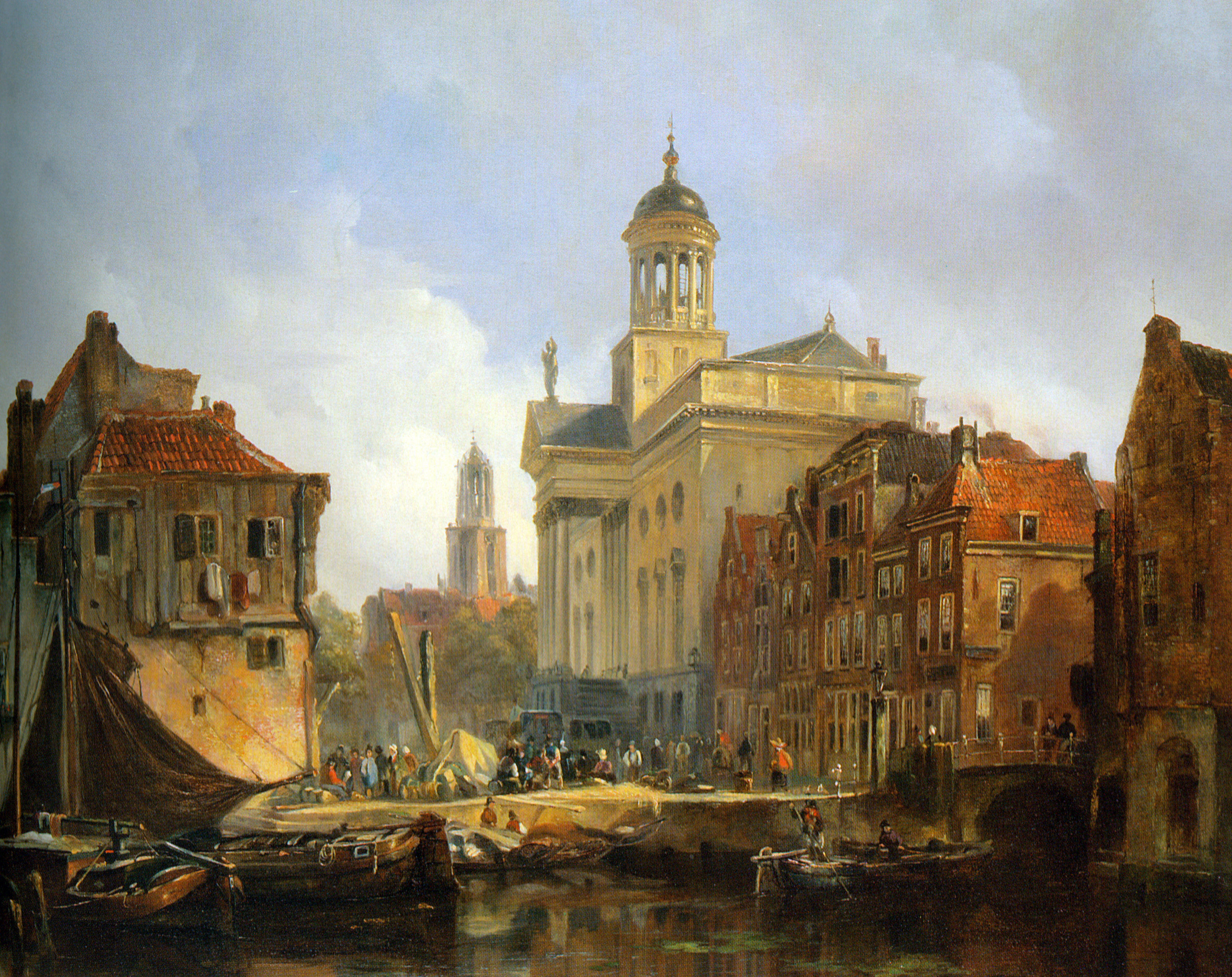
Widok Utrechtu
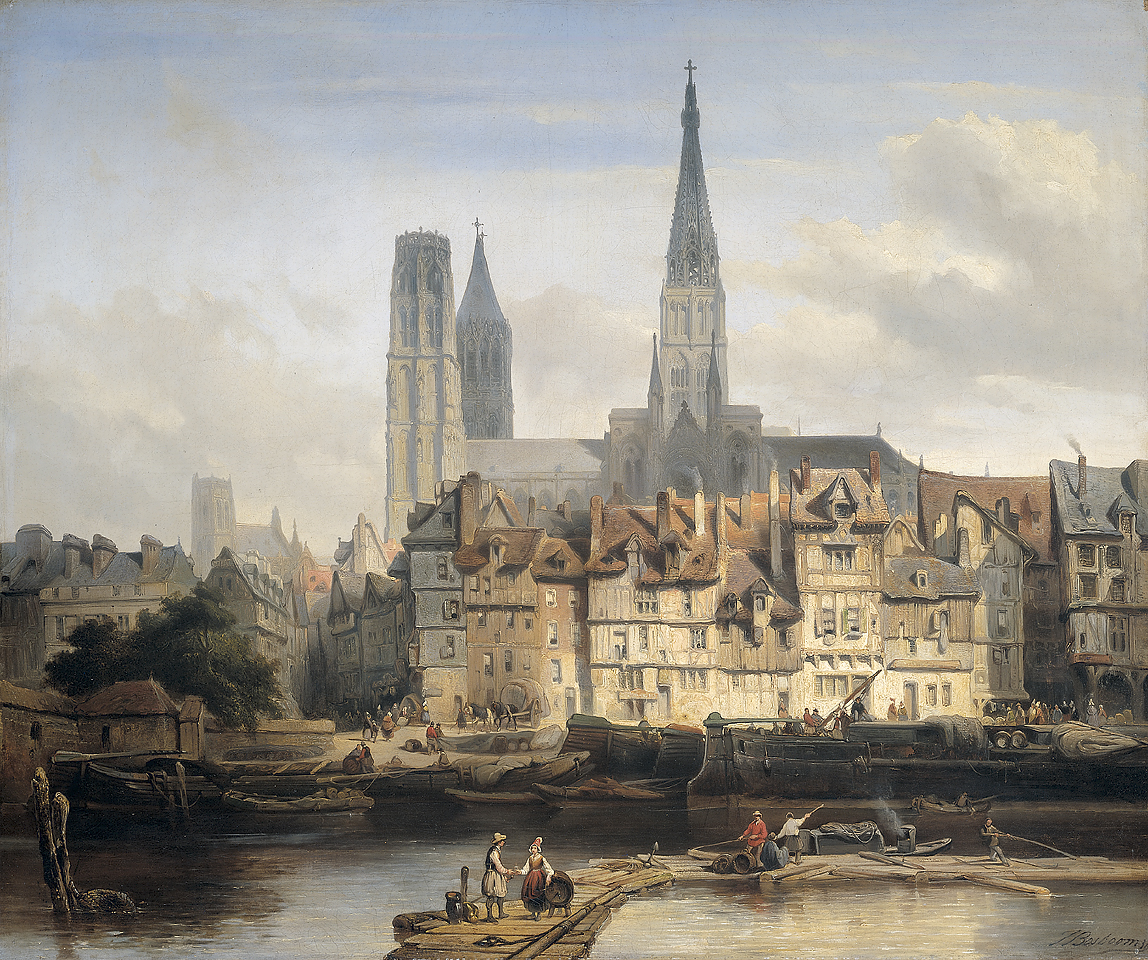
Paryskie nabrzeże w Rouen, 1839, Rijksmuseum